# Brehms Tierleben

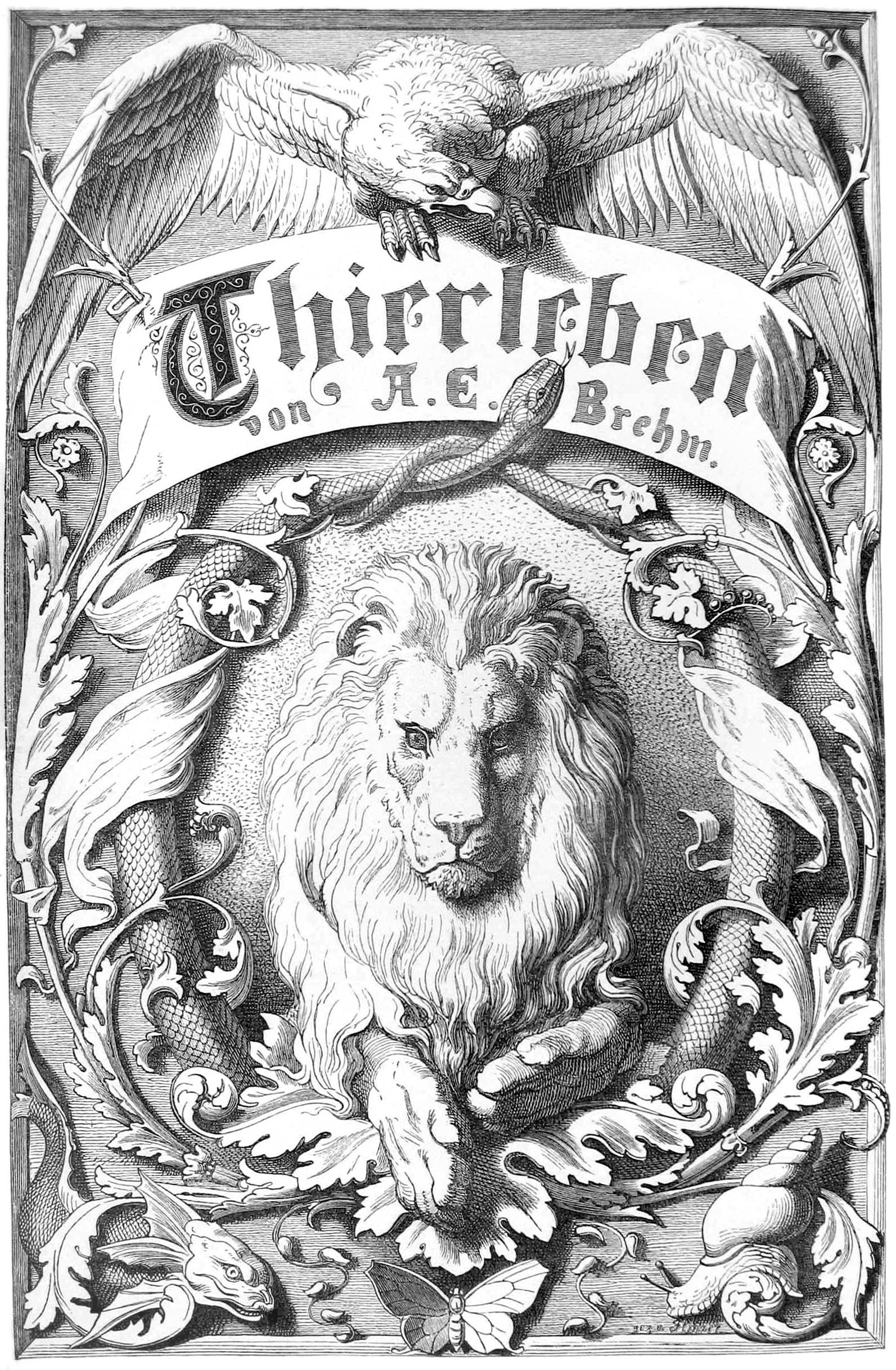
Frontespício de um dos volumes da segunda edição reimpressa. Ilustração por Fedor Flinzer (1832-1911)

Brehms Tierleben é um livro de referência, publicado pela primeira vez nos anos 1860s, tornando o seu autor, Alfred Edmund Brehm, amplamente conhecido.
Como escritor freelancer, Alfred Brehm escrevia ensaios e histórias de viagens para revistas científicas populares. Devido ao seu sucesso nessa função, foi incumbido de escrever uma enciclopédia zoológica com 10 volumes.
Viagens à Abissínia, Escandinávia e Sibéria, interromperam mas ao mesmo tempo enriqueceram o trabalho. Os primeiros seis volumes da enciclopédia, publicadas com o título Illustrirtes Thierleben, apareceram entre 1864 e 1869, editados pelo Bibliographisches Institut sob direcção de Herrmann Julius Meyer. As ilustrações estavam sob direcção de Robert Kretschmer (1818–1872).
A segunda edição, composta por dez volumes publicados entre 1876 to 1879, já tinha a denominação de Brehms Thierleben. O título e a obra em si, ainda hoje é amplamente (re)conhecida, embora a ciência tenha ido muito além do que que é exposto na obra. Uma das mudanças na segunda edição foi a enclusão de novas ilustrações por Gustav Mützel e outros. A segunda edição foi reimpressa entre 1882 e 1884, e uma terceira edição publicada entre 1890 e 1893. A obra foi traduzida para várias línguas. Novas edições continuaram a ser lançada, até ao século XX, especialmente sob a forma de obras em um único volume.

## Edições online
- Wikisource: Brehms Thierleben (Alemão) Texto parcial da segunda edição em alemão.
- Djurens lif (Sueco) Segunda edição da tradução em sueco, 4 vols. (pub. 1882–1888); Projecto Runeberg .
- Projecto Gutenberg - Brehm (alemão) Incluí textos de Brehms Thierleben e Tiergeschichten.
- Página sobre Brehm (Alemão) Incluí textos de Brehms Tierleben.